# Wernsdorfer See
Wernsdorfer See este o arie protejată (arie specială de conservare — SAC, sit de importanță comunitară — SCI) din Germania întinsă pe o suprafață de 119,86 ha, integral pe uscat.

## Localizare
Centrul sitului Wernsdorfer See este situat la coordonatele 52°22′53″N 13°42′32″E / 52.3814°N 13.7089°E.

## Înființare
Situl Wernsdorfer See a fost declarat sit de importanță comunitară în februarie 1999 pentru a proteja 6 specii de animale. Situl a fost protejat și ca arie specială de conservare în octombrie 1967.

## Biodiversitate
Situată în ecoregiunea continentală, aria protejată conține 4 habitate naturale: Vegetație psamofilă uscată cu pășuni deschise de Corynephorus și Agrostis, Lacuri eutrofice naturale cu vegetație de tip Magnopotamion sau Hydrocharition, Liziere de ierburi înalte hidrofile de câmpie și de nivel montan până la alpin, Fânețe de joasă altitudine (Alopecurus pratensis, Sanguisorba officinalis).
La baza desemnării sitului se află mai multe specii protejate:
- păsări (2): gaia roșie (Milvus milvus), grangur (Oriolus oriolus)
- nevertebrate (2): fluturele auriu (Euphydryas aurinia), fluturele purpuriu (Lycaena dispar)
- pești (2): avat (Aspius aspius), boarță (Rhodeus sericeus amarus)

Pe lângă speciile protejate, pe teritoriul sitului au mai fost identificate 6 specii de plante, 1 specie de reptile.